# Elecciones presidenciales de Argelia de 1976
Las elecciones presidenciales se llevaron a cabo en Argelia el 10 de diciembre de 1976. Ese mismo año un referéndum había restaurado el gobierno constitucional de partido único del Frente de Liberación Nacional, que había sido disuelto once años atrás con el golpe de Estado de Houari Boumédiène. El referéndum devolvió sus poderes al parlamento y restauró la elección directa del presidente. No obstante, Boumédiène fue el único candidato y fue reelegido sin oposición.

## Resultados
| Candidato             | Partido                       | Votos     | %    |
| --------------------- | ----------------------------- | --------- | ---- |
| Houari Boumédiène     | Frente de Liberación Nacional | 7.976.568 | 99.5 |
| En contra             | En contra                     | 43.242    | 0.5  |
| Votos anulados        | Votos anulados                | 87.663    | -    |
| Total                 | Total                         | 8.107.485 | 100  |
| Fuente: Nohlen et al. |                               |           |      |